# Георги Исерсон
Професор Георги Самойлович Исерсон (на руски: Георгий Самойлович Иссерсон) е руски и съветски офицер (полковник) и учен от еврейски произход.
Работил е в областта на военното изкуство в СССР, сред авторите е на съветската „теория за дълбоката операция“ от 1930-те години.
Ръководи Оперативния факултет във Военната академия „М. В. Фрунзе“, по-късно завежда Катедрата по оперативно изкуство в Академията на Генералния щаб на Червената армия. Участва в 2 войни. Командир на дивизия (1940). Полковник (1955). Член на ВКП (б) от 1919 г.
Роден е в семейството на лекар евреин. Завършва 3 курса в Петроградския университет и училище за прапоршчици (1916). Участва в Първата световна война. Записва се като доброволец в Работническо-селската червена армия (РККА) през лятото на 1918 г.
През 1918 – 1921 г. служи в политотдела на 6-а армия, военен комисар на 159-и стрелкови полк, помощник-командир на 154-ти стрелкови полк. Завършва Военната академия на РККА през 1924 г.
Началник на Разузнавателния отдел в щаба на Западния фронт (1923 – 1924). Началник на Оперативния отдел (1925 – 1927) и началник на 1-ви отдел в 1 управление (1927) на щаба на Ленинградския военен окръг. Началник-щаб на 10-и стрелкови корпус (1927 – 1930).
През 1930 – 1931 г. е във Военната академия „М. В. Фрунзе“ като адюнкт (военен докторант), преподавател, началник на Оперативния факултет. Командир на 4-та стрелкова дивизия от 5-и стрелкови корпус на Беларуския военен окръг (1933 – 1936).
Заместник-началник на 1-ви отдел на Генералния щаб на РККА (1936). Началник на Катедра „Армейски операции“ („Оперативно изкуство“) във Военната академия на Генералния щаб (1936 – 1937 и 1938 – 1939), професор. Началник-щаб на 7-а армия (декември 1940), полковник.
Арестуван е (7 юни 1941) и подложен на необосновани репресии. Осъден е от Военния трибунал на Приволжкия военен окръг (21 януари 1942) на 10 години лагер със строг режим и допълнително 5 години заточение. Реабилитиран е (1 юни 1955), освободен (14 юли същата година) и изпратен в оставка със звание полковник.
Погребан е в Новодевическото гробище в Москва.
Награден е с 2 ордена „Червена звезда“ (1934, 1939) и медал „20 години Червена армия“. Военни звания:
- висши офицерски (генералски) – комбриг (1935), комдив (1939/1940),
- старши офицерски – полковник (1955).

Исерсон е автор на книгите „Еволюция на оперативното изкуство“ (1932) и „Новите форми на борба“ (1940).